# Карасай — Кази
Карасай — Кази (другой русскоязычный вариант названия — «Карасай и Кази») — героический эпос, входящий в состав цикла «Сорок богатырей». Повествует о подвигах двух сыновей ногайского мирзы Урака (Орака) — батыров Карасая и Кази (Казыя). Наиболее известен в казахском варианте.

## Возникновение
Как и другие произведения цикла «Сорок богатырей», сказание о Карасае и Кази относится к так называемой ногайлинской традиции казахского фольклора. Ногайлинским в устном народном творчестве называется период истории Казахстана XV—XVI веков, характеризующийся тесными добрососедскими взаимоотношениями казахов и ногайцев.
Автором первого известного варианта сказания о Карасае и Кази считается казахский акын Мурат Мункеулы (1843—1906). Также известны варианты, записанные другими казахскими сказителями, среди которых Кашаган Куржиманулы, Нурпеис Байганин, Айса Байтабынов, Нуртуган-жырау, Сейит-жырау, Жаксылык-жырау и др.

## Содержание
Действие эпоса «Карасай — Кази» происходит во времена становления Малой Ногайской Орды, основанной мурзой Казыем (Кази) во второй половине XVI века. Основные описываемые события относятся к противостоянию ногайцев и кызылбашских племён Персии и Кавказа. 1570-м годам. В их числе совместный поход ногайцев с войсками Османской империи и Крымского ханства против кызылбашей, пленение кызылбашами крымского калги Адиль Герая и будущего крымского хана Мухаммед-Гирея II (Мехмеда II Герая), освобождение крымских военачальников из плена. Отправной точкой действия стал конфликт Кази, ориентировавшегося на Крымское ханство и среднеазиатские государства, с ногайским правителем Исмаил-бием, сторонником союза с Русским государством.
Казахский фольклорист Ауелбек Коныратбаев утверждал, что повествование не вполне соответствует исторической действительности, поскольку в сюжете упоминаются более поздние события казахско-джунгарской войны XVII—XVIII веков. Кроме того, исследователи отмечают, что участие реального Кази в событиях эпоса преувеличено, а Карасай (Карашай, Хорошай) в исторических источниках упоминается  редко.

## Издания
Первое издание сказания о Карасае и Кази отдельной книгой состоялось ещё в советские годы. В независимом Казахстане изданием эпоса занимался Институт литературы и искусства имени М. О. Ауэзова в рамках национальной программы «Мәдени мұра» («Культурное наследие»). Сказание вошло в сборники «Қырымның қырық батыры» («Сорок крымских богатырей») и «Бабалар сөзі» («Слово предков»).
В 1988 году фирма грамзаписи «Мелодия» выпустила пластинку «Героический эпос „Карасай и Кази“» в исполнении Хайроллы Имангалиева на казахском языке под аккомпанемент домбры.